# 유로본드
유로본드(eurobond)는 유럽의 자본시장에서 발행되는 통화국 화폐표시 채권으로, 대부분 유럽지역에서 발행되므로 이런 이름이 붙었다. 국제적인 신디케이트에 의하여 인수되어 국제적으로 매출된다. 대부분이 미국 달러 표시의 유로달러 채권인데 그 밖에 독일 마르크, 스위스 프랑 표시 채권 등이 있다. 유로본드는 싱가포르나 일본 등 유럽이 아닌 다른 지역에서도 거래될 수 있다.